# Haean-myeon
Haean-myeon (koreanska: 해안면) är en socken i provinsen Gangwon, i den norra delen av Sydkorea, 130 km nordost om huvudstaden Seoul. Den ligger i kommunen Yanggu-gun. I norr gränsar Haean-myeon till Nordkorea och från Eulji-observatoriet i Haean-myeon kan man se ut över Koreas demilitariserade zon.